# Humanisme secular

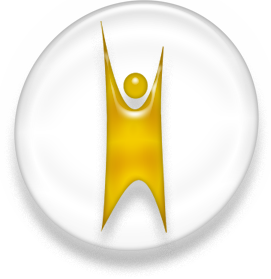
Símbol de l'humanisme, en versió d'or i blanc.

L'humanisme secular (o també anomenat en alguns països humanisme laic) és un sistema que ha estat usat en els últims trenta anys per a descriure la realitat humana que consta d'una ètica pròpia juntament amb la interpretació racional dels fenòmens naturals.
Basat en el mètode científic, l'ètica, i el naturalisme filosòfic, descarta el dogma religiós, el sobrenaturalisme, la pseudociència, i la superstició com a base per a la moralitat i la presa de decisions. La cosmovisió moderna de l'humanisme secular pretén aplicar la ciència i la tecnologia per a millorar la condició humana. Segons Mario Bunge, la marca distintiva de l'humanisme secular és la seva preocupació per la totalitat de la humanitat.

## Fonaments i origen
L'humanisme secular com a sistema filosòfic organitzat és relativament nou, mes els seus fonaments poden ser trobats en les idees dels filòsofs grecs clàssics com els estoïcs i els epicuris, en el Confucianisme xinès i en el moviment lokaiata encapçalat per Chárvaka en l'Índia clàssica. Aquestes posicions filosòfiques buscaven les solucions dels problemes humans en els éssers humans en lloc d'en els déus.
Aquestes idees van ser censurades per l'Església Catòlica durant l'Edat Mitjana i van reaparèixer en l'època del Renaixement (segles del XIV al XVII). Durant la Il·lustració del segle xviii, amb el desenvolupament de la ciència, els filòsofs van començar a criticar l'autoritat de les religions i a engranar el que avui es coneix amb el nom de "lliurepensament". Voltaire, Diderot i David Hume, entre d'altres, són representants d'aquest corrent. L'humanisme secular s'adhereix a la consigna de la Revolució Francesa: liberté, egalité, fraternité (llibertat, igualtat, fraternitat).

### ElManifest humanista
Al segle xix les aportacions d'intel·lectuals com Mark Twain, Robert G. Ingersoll i Friedrich Nietzsche, entre d'altres, van contribuir a enfortir la idea de crear un sistema de creences ètiques i morals alienes a la metafísica. El segle xx va veure enfortida aquesta tendència i per 1933 es va redactar el primer Manifest humanista, avalat per 34 humanistes nord-americans (entre ells, el filòsof John Dewey), que reflexionava sobre els reptes d'aquella època, recomanant, en primer lloc, una forma d'humanisme religiós no teista com a alternativa a les religions de l'època, i, en segon lloc, una planificació nacional d'índole econòmica i social.

### ElManifest humanista II
Va ser publicat en 1973 per afrontar les qüestions que havien emergit en l'escena mundial des de llavors: l'auge del feixisme i la seva derrota en la Segona Guerra Mundial, el creixement de la influència i poder del marxisme-leninisme i del maoisme, l'amenaça del capitalisme i la Guerra Freda, la recuperació econòmica posbélica d'Europa i Amèrica, la descolonització d'àmplies àrees del món, la creació de les Nacions Unides, la revolució sexual, el desenvolupament dels moviments de dones, la demanda de les minories de la igualtat de drets, i l'emergència del poder estudiantil als campus. Va ser subscrit per molts capdavanters del pensament i de l'acció de llarg a llarg del món: Andrei Sàkharov (notori dissident soviètic), Julian Huxley (primer President de la Unesco), Sidney Hook, Betty Friedan, Gunnar Myrdal, Jacques Monod, Francis Crick, Margaret Knigth, James Farmer, Allan Guttmacher, Paul Kurtz, Ritchie Calder i Philip Randolph, entre d'altres.

### Una declaració humanista secular
Va ser publicada en 1980 perquè l'humanisme i, en particular, el Manifest humanista II, havia estat sotmès a durs atacs per part dels fonamentalismes religiosos i de les forces polítiques de la dreta als Estats Units. Moltes d'aquestes crítiques sostenien que l'humanisme secular era una religió. En conseqüència, l'ensenyament de l'humanisme secular a les escoles, argüían, violava el principi de separació entre Església i Estat i establia una nova religió.
La declaració responia que l'humanisme secular expressava un conjunt de valors morals i un punt de vista filosòfic i científic no teista que no podien fer-se equivalents amb una fe religiosa. L'ensenyament del punt de vista de l'humanisme secular de cap manera violava el principi de separació. Al contrari, defensava la idea democràtica que l'Estat secular hauria de ser neutral, sense posar-se ni a favor ni en contra de la religió.

### LaDeclaració d'Interdependència
En 1988, l'Acadèmia Internacional d'Humanisme va oferir encara un quart document, una Declaració d'Interdependència, fent una crida a favor d'una nova ètica global i de la construcció d'una comunitat mundial, que era cada vegada més necessària a la vista de les noves institucions globals que s'estaven desenvolupant amb rapidesa.

### ElManifest humanista 2000
Aquesta mateixa institució va publicar el Manifest humanista 2000, el més recent document sobre aquest tema i que fa una trucada a renovar el pensament de la humanitat de cara a enfrontar els reptes i problemes del nou segle.

## Cosmovisió de l'humanisme secular
Bunge va formular set tesis per descriure la cosmovisió de l'humanisme secular:
1. Cosmològica: al món real no hi ha gens sobrenatural.
2. Antropològica: no existeixen superhomes ni races superiors.
3. Axiológica: el relativisme axiològic radical és fals i perjudicial.
4. Gnoseològica: l'escepticisme radical i el relativisme gnoseològic són falsos i nocius.
5. Moral: s'ha de buscar la salvació en aquest món i s'ha de gaudir la vida així com intentar ajudar els altres a viure.
6. Social: llibertat, igualtat, solidaritat i perícia en l'administració de la comunitat.
7. Política: s'ha d'aconseguir o mantenir un estat secular.

## Principis bàsics de l'humanisme secular
El principi fonamental de l'humanisme secular és una actitud crítica i escèptica davant els dogmes de qualsevol tipus, ja siguen religiosos, polítics o socials, als quals sotmet a una anàlisi racional per ser acceptats o rebutjats. L'humanista secular rebutja aprovar una creença o tesi per "fe" o per autoritat i en el seu lloc apel·la al mètode científic, la raó crítica, la discussió democràtica i l'evidència factual.
Els humanistes seculars afirmen que els problemes humans han de ser solucionats pels humans i que és deure individual i col·lectiu la cerca de la major comoditat, satisfacció i desenvolupament ple de l'espècie.
La construcció d'un sistema ètic aliè als tints místics i religiosos és un altre objectiu de l'humanisme secular. El mateix s'aconsegueix gràcies a la discussió racional i l'experiència, jutjant-ho per la seva capacitat de millorar el benestar humà i la responsabilitat individual.

## L'humanisme secular i la religió
La postura del moviment és pro raó, però la tolerància és vital en la seva visió de vida i encara que l'humanista espera i treballa per un món sense elements místics de qualsevol tipus, defensa el dret de les persones a creure en el que desitgin sempre que això no perjudiqui a tercers. La separació Església-Estat i una legislació laica són fonamentals.
Els humanistes seculars segueixen una perspectiva o filosofia anomenada Naturalisme, en la qual les lleis físiques de l'univers no estan subordinades a entitats immaterials o sobrenaturals com a dimonis, déus o altres éssers "sobrenaturals" fos del domini de l'univers natural. Els esdeveniments sobrenaturals com els miracles i els fenòmens psíquics, com la percepció extrasensorial, la telekinesia, etc., no són descartats automàticament, mes són vists amb un alt grau d'escepticisme. Els humanistes diuen que els qui fan afirmacions extraordinàries han de mostrar evidències extraordinàries.
Pel seu contingut, l'humanisme secular és considerat per alguns com una continuació de l'ateisme, a causa que descarta el sobrenatural però també busca formes alternatives d'ètica i convivència social, però entre els humanistes seculars es troben agnòstics, lliurepensadors, racionalistes i escèptics.

## Ètica humanista
Com se cita al principi, les seves bases ètiques són enterament humanes i resultat de l'anàlisi racional, no com una revelació de caràcter diví que és inacceptable des de la seva perspectiva davant la varietat de dogmes que es contradiuen i es proclamen simultàniament com a veritables.

El Manifest humanista 2000 sintetitza en nou punts l'ètica d'aquest moviment filosòfic, citats a continuació de manera textual:
| « | 1. La dignitat i autonomia de l'individu és el valor central. L'ètica humanista es compromet a maximitzar la llibertat d'elecció, llibertat de pensament i consciència, el lliure pensament i la lliure investigació, i el dret dels individus a seguir els seus propis estils de vida fins on siguin capaços i fins a tant que això no danyi o perjudiqui als altres. Això és especialment rellevant en les societats democràtiques on poden coexistir una multiplicitat de sistemes alternatius de valors. Per tant, els humanistes aprecien la diversitat. 2. La defensa humanista de l'autodeterminació no significa que els humanistes acceptin com valuoses qualssevol classes de conductes pel simple fet de ser humanens. Ni la tolerància dels diferents estils de vida implica necessàriament la seva aprovació. Els humanistes insisteixen que acompanyant al compromís amb una societat lliure hi ha sempre la necessitat d'arribar a un nivell qualitatiu de gust i distinció. Els humanistes creuen que la llibertat ha de ser exercida amb responsabilitat. Reconeixem que tots els individus viuen en el si de comunitats i que algunes accions són destructives i estan equivocades. 3. Els filòsofs ètics humanistes han defensat una ètica de l'excel·lència (des d'Aristòtil i Kant fins a John Stuart Mill, John Dewey, i M.N. Roy). En ells es fan patents la temprança, la moderació, la continència, l'autocontrol. Entre els tòpics de l'excel·lència es troben la capacitat de triar lliurement, la creativitat, el gust estètic, la prudència en les motivacions, la racionalitat i una certa obligació de portar al seu màxim compliment dels més alts talents de cadascú. L'humanisme intenta treure a flotació el millor de la gent, de manera que tothom pugui tenir el millor a la vida. 4. L'humanisme reconeix les nostres responsabilitats i deutes amb els altres. Això vol dir que no hem de tractar els altres éssers humans com a mers objectes per a la nostra pròpia satisfacció; hem de considerar-los com a persones dignes d'igual consideració que nosaltres mateixos. Els humanistes sostenen que «tots i cadascun dels individus haurien de ser tractats humanament». Accepten la Regla d'Or segons la qual «no has de tractar els altres com no vulguis que et tractin a tu». També accepten per la mateixa raó l'antic mandat que hauríem «rebre els estrangers dins de les nostres possibilitats», respectant les seves diferències amb nosaltres. Donada la multiplicitat actual de credos, tots som estrangers -encara que puguem ser amics- en una comunitat més àmplia. 5. Els humanistes creuen que les virtuts de l'empatia (o bona disposició) i la correcció (o el tracte acurat) són essencials per a la conducta ètica. Això implica que hauríem de desenvolupar un interès altruista cap a les necessitats i interessos dels altres. Les pedres fonamentals de la conducta moral són les «decències morals comuns»; és a dir, les virtuts morals generals que són àmpliament compartides pels membres de l'espècie humana pertanyents a les més diverses cultures i religions: Hem de dir la veritat, complir les promeses, ser honestos, sincers, fer el bé, ser fiables i confiar, donar mostres de fidelitat, estima i gratitud; ser ben pensats, justos i tolerants; hem de negociar les diferències raonablement i intentar ser cooperatius; no hem de ferir o injuriar, ni tampoc fer mal o atemorir a altres persones. Malgrat que els humanistes han fet crides contra els codis puritans repressius, amb el mateix èmfasi han defensat la responsabilitat moral. 6. En el més alt de l'agenda humanista figura la necessitat de proporcionar educació moral als nens i als joves, a fi de desenvolupar el caràcter i fomentar l'estima per les decències morals universals, així com per garantir el progrés moral i la capacitat de raonament moral. 7. Els humanistes recomanen que usem la raó per fonamentar els nostres judicis ètics. El punt decisiu és que el coneixement és essencial per formular eleccions ètiques. En particular, ens cal comprometre'ns en un procés de deliberació, si estem per la tasca de solucionar els dilemes morals. Els principis i valors humans poden justificar-se millor a la llum de la investigació reflexiva. Quan hi hagi diferències, cal negociar-les sempre que puguem mitjançant un diàleg racional. 8. Els humanistes mantenen que hauríem d'estar preparats per modificar els principis i els valors ètics a la llum de les realitats que vagin produint-se i de les expectatives futures. Necessitem certament apropiar-nos de la millor saviesa moral del passat, però també desenvolupar noves solucions per als dilemes morals, siguin vells o nous. Per exemple, el debat sobre l'eutanàsia voluntària s'ha intensificat de manera especial en les societats opulentes, perquè la tecnologia mèdica ens capacita ara per perllongar la vida de pacients terminals que anteriorment haurien mort. Els humanistes han argumentat a favor de «morir amb dignitat» i del dret dels adults competents per rebutjar el tractament mèdic, reduint així el patiment innecessari, i fins i tot per accelerar la mort. També han reconegut la importància del moviment hospitalari per facilitar el procés més desitjable. De la mateixa manera, hauríem d'estar preparats per a triar racionalment entre els nous poders reproductius que la investigació científica ha fet possibles -com ara la fertilització in vitro, la maternitat de lloguer, l'enginyeria genètica, el trasplantament d'òrgans i la clonació. No podem estar mirant enrere, cap a les morals absolutes del passat per guiar-nos en aquestes qüestions. Necessitem respectar l'autonomia de l'elecció. 9. Els humanistes argüeixen que hauríem de respectar una ètica de principis. Això vol dir que la fi no justifica els mitjans; per contra, els nostres caps estan modelats pels nostres mitjans, i hi ha límits sobre el que ens està permès fer. Això és especialment important avui a la llum de les tiranies dictatorials del segle xx, en què determinades ideologies polítiques van manipular compromesos mitjans morals amb fervor gairebé religiós per a realitzar fins visionaris. Som agudament conscients de tràgic sofriment infligit a milions de persones per qui van estar disposats a permetre un gran mal a la prossecució d'un suposat bé molt més gran. | » |

## Organitzacions humanistes seculars
Al món existeixen organitzacions humanistes seculars reconegudes i reagrupades sota el paraigües de federacions internacionals com la Federació Humanista Europea o The International Humanist and Ethical Union (IHEU), fundada en Ámsterdam en 1952. Entre altres associacions, es poden nomenar algunes com:
- Alliance of Secular Humanist Societies
- Associació Humanista Nord-americà (EUA)
- American Rationalist Association (EUA)
- Associació Iberoamericana Ètic Humanista (ASIBEHU)
- Associació Mexicana Ètica Racionalista (Mèxic)
- Associazione per lo Sbattezzo (Itàlia)
- British Humanist Association (RU)
- Buddhiwadi Foundation (Índia)
- Center for Inquiry (EUA)
- Humanist Association of Canada (Canadà)
- Humanist Society of Scotland (Escòcia)
- Iniciativa Atea (Internacional)
- Libre Pensée (França)
- Unió d'Ateus i Lliurepensadors (Espanya)
- Union Rationaliste (França)
- Societat Secular i Humanista del Perú (Perú)
- Associació Racionalista Costarricense (Costa Rica)

## Humanistes seculars notables
- Albert Camus (Escriptor, filòsof i periodista)
- Albert Einstein (físic teòric)
- Andreas Heldal-Lund
- Arthur C. Clarke (escriptor de ciència-ficció)
- Bertrand Russell (matemàtic i filòsof)
- Butch Hartman
- Carl Sagan (astrònom i escriptor)
- Corliss Lamont
- I. M. Forster
- I. O. Wilson
- Gene Roddenberry
- Hubert Harrison
- Ibn Warraq
- Isaac Asimov (escriptor de ciència-ficció)
- James D. Watson
- Jean-Paul Sartre (filòsof i escriptor)
- Jeremy Bentham
- Jesús Ramos Brieva (psiquiatre i escriptor)
- John Lennon (músic de The Beatles)
- Julian Huxley (primer president de IHEU)
- Kurt Vonnegut
- Linus Pauling (químic, premi Nobel)
- Mario Bunge (Físic i Epistemológo)
- Matt Healy
- Michael Shermer
- Nat Hentoff*
- Paul Kurtz (fundador d'en:Council for Secular Humanism)
- Peter Singer
- Philip Pullman*
- Richard Feynman
- Salman Rushdie (escriptor)
- Sanal Edamaruku
- Scott Fellows
- Steve Allen (comediant)
- Taslima Nasrin